# Motyxia tiemanni
Motyxia tiemanni är en mångfotingart som beskrevs av Ottis Robert Causey och Tiemann 1969. Motyxia tiemanni ingår i släktet Motyxia och familjen Xystodesmidae. Inga underarter finns listade i Catalogue of Life.